# Korpilombolo

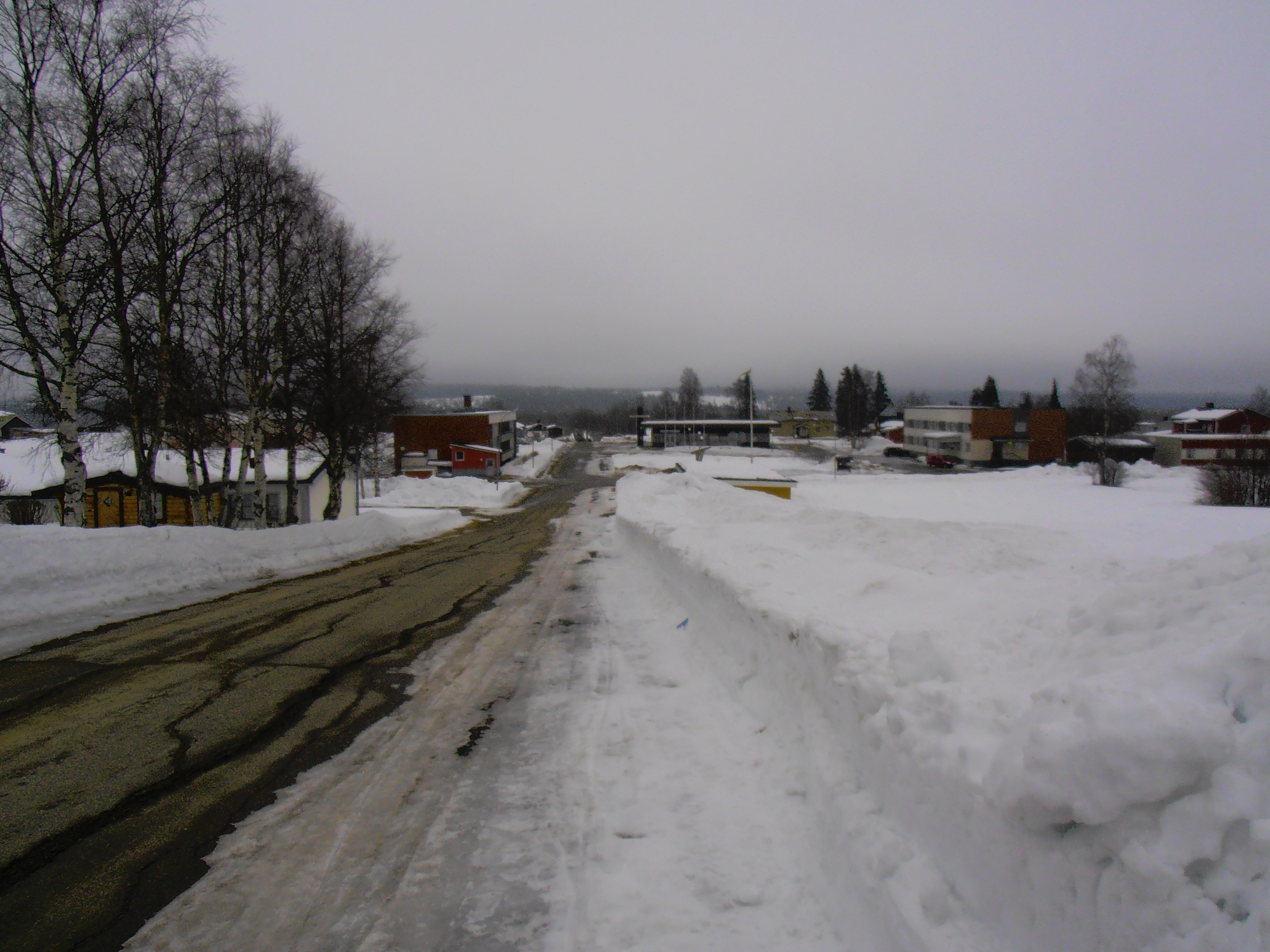
Korpilombolos centrum på vintern.

Korpilombolo är en tätort i Korpilombolo distrikt i Pajala kommun i Norrbottens län med 504 invånare (2023). Korpilombolo är även kyrkorten i Korpilombolo socken.
Korpilombolo utgör ett eget riktnummerområde.

## Etymologi
Namnet kan ha antingen samiskt eller finskt ursprung. Det samiska ordet kuorpa betyder "land, härjat av skogseld" och luobbal "utvidgning/lugnvatten i å/älv". Det finska ordet korpi betyder "grankärr" eller "ödemark" och lompolo "liten sjö". Den vanligaste översättningen av Korpilombolo är oegentligt "ödemarksby invid liten tjärn eller grunt träsk".
Kortformen på namnet Korpilombolo är Korpis på svenska och Korppi på finska.

## Historia
Området runt Korpilombolo (se Korpilombolo socken) är en utpräglad skogsbygd och fram till 1500-talet fanns ingen bofast befolkning. Området hade dock nyttjats tidigare, mest av skogssamer. Bönder från Övertorneå hade också nyttjat området som fångst- och slåtterland. Sjöarna var fiskrika och skogarna användes till jakt och fångst.
Den äldsta gården i byn omnämns 1680. Den anlades av nybyggaren Erik Mickelsson Kärki från Kuivakangas. De första husen byggdes tätt ihop, på var sida om en byväg, i sluttningen nedanför den nuvarande kyrkan. Senare spreds bebyggelsen ut efter en stor brand som inträffade 1825. Det berättas om hur ortsborna for på gudstjänst till Övertorneå och när de kom tillbaka brann många hus i byn.
Förutom natur- och gårdsnamn finns inte mycket kvar av den tidigaste bebyggelsen. Intresset för skogen ökade under 1800-talet genom industrialiseringen, och en liten form av den uppstod i Korpilombolotrakten då många startade tjärbränning. Det blev en viktig binäring till jordbruk och boskapsskötsel, som var andra viktiga delar av försörjningen. 1820 exporterades cirka 2 000 tunnor tjära därifrån.
Kvarnen var viktig för varje by och var oftast kollektivt ägd. Korpilombolobönderna hade sin kvarn ihop med grannbyn Lahdenpää, Lahen-mylly, och den är i dag restaurerad till stora delar. Man kan se rester av maskineriet, en vattendriven såg och kvarnrännan som grävts för att leda vattnet genom kvarnen.
Korpilombolo var centralort i Korpilombolo landskommun som existerade från 1870 till 1970.

### Befolkningsutveckling

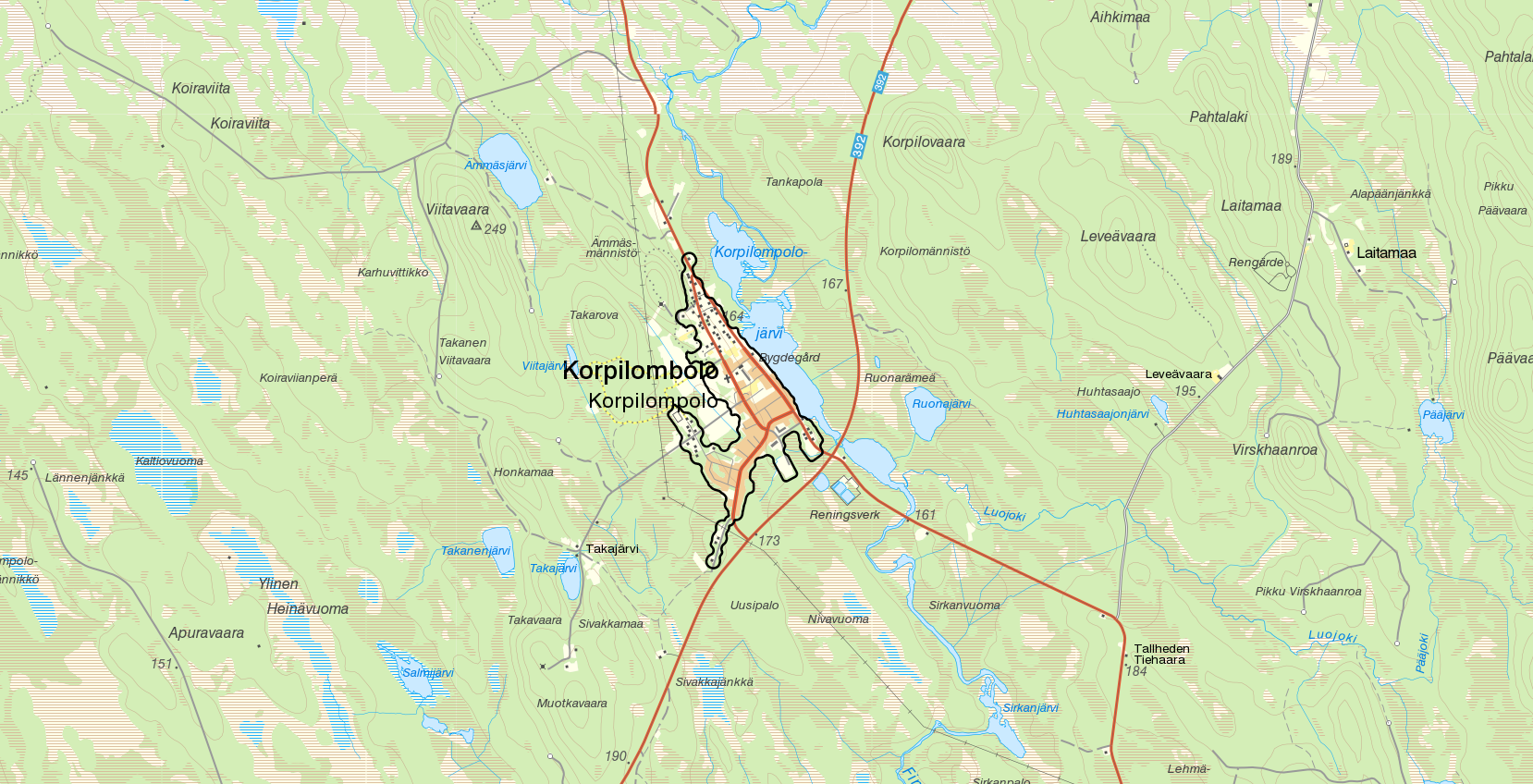
Den av Statistiska centralbyrån avgränsade tätorten Korpilombolo, med gränserna från tätortsavgränsningen 2015.

| Befolkningsutvecklingen i Korpilombolo 1945–2020        | Befolkningsutvecklingen i Korpilombolo 1945–2020 | Befolkningsutvecklingen i Korpilombolo 1945–2020 | Befolkningsutvecklingen i Korpilombolo 1945–2020 | Befolkningsutvecklingen i Korpilombolo 1945–2020 |
| ------------------------------------------------------- | ------------------------------------------------ | ------------------------------------------------ | ------------------------------------------------ | ------------------------------------------------ |
|                                                         |                                                  |                                                  |                                                  |                                                  |
| År                                                      |                                                  |                                                  | Folkmängd                                        | Areal (ha)                                       |
| 1945                                                    | 1945                                             |                                                  | 589                                              | ##                                               |
| 1950                                                    | 1950                                             |                                                  | 591                                              | ##                                               |
| 1960                                                    | 1960                                             |                                                  | 750                                              | 207                                              |
| 1965                                                    | 1965                                             |                                                  | 776                                              | 194                                              |
| 1970                                                    | 1970                                             |                                                  | 861                                              | 112                                              |
| 1975                                                    | 1975                                             |                                                  | 760                                              | 100                                              |
| 1980                                                    | 1980                                             |                                                  | 706                                              | 131                                              |
| 1990                                                    | 1990                                             |                                                  | 661                                              | 132                                              |
| 1995                                                    | 1995                                             |                                                  | 640                                              | 132                                              |
| 2000                                                    | 2000                                             |                                                  | 571                                              | 137                                              |
| 2005                                                    | 2005                                             |                                                  | 548                                              | 123                                              |
| 2010                                                    | 2010                                             |                                                  | 529                                              | 125                                              |
| 2015                                                    | 2015                                             |                                                  | 539                                              | 111                                              |
| 2020                                                    | 2020                                             |                                                  | 505                                              | 107                                              |
| Anm.: ## Som tätort/befolkningsagglomeration 1920–1950. |                                                  |                                                  |                                                  |                                                  |

## Samhället
I byn finns skola, värdshus, bensinstation, äldreboende och en ICA-butik. Korpilombolo kyrka ligger också mitt i byn.

## Evenemang
Sedan 2005 hålls det årligen en kulturfestival, "Nattfestivalen", den 1–13 december.

## Korpilombolo i musik och TV
I sången "Tio mil kvar till Korpilombolo" från 1972 sjunger Agnetha Fältskog "Tio mil kvar till Korpilombolo, tåget det rusar hemåt i natten... Tio mil kvar till Korpilombolo, står du och väntar där på perrongen?" Låten blev populär på sin tid. I verkligheten har det aldrig funnits järnvägsanslutning till Korpilombolo.
I TV-serien Rena Rama Rolf förekommer i säsong 3, avsnitt 4, figuren "Den store Korpilombolo", som medverkar på ett möte med Masthuggarbröderna.